# 라디오매거진 오늘 2부 윤양택
라디오매거진 오늘 2부 윤양택은 CJB Joy FM에서 기업인 윤양택씨가 진행하는 충북 전지역에 송출되는 프로그램이다.
| CJB JOY FM                                                                            |                                                                                       |                    |
| 이전                                                                                  | 라디오매거진 오늘 2부 윤양택 (월요일 ~ 금요일) 이황재의 음악이 좋다 (토요일 ~ 일요일) | 다음               |
| 라디오매거진 오늘 1부 황수동 (월요일 ~ 금요일) 이황재의 음악이 좋다 (토요일 ~ 일요일) | 라디오매거진 오늘 2부 윤양택 (월요일 ~ 금요일) 이황재의 음악이 좋다 (토요일 ~ 일요일) | 최화정의 파워타임  |
| 오전 11시 ~ 오전 11시 30분                                                            | 오전 11시 30분 ~ 낮 12시                                                              | 낮 12시 ~ 오후 2시 |
|                                                                                       |                                                                                       |                    |